# Монокль (офтальмологія)

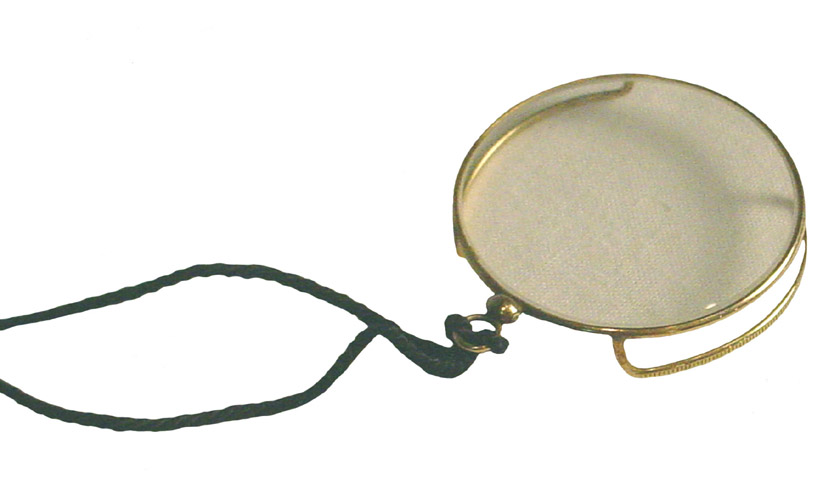
Антикварний монокль

Моно́кль (фр. monocle, з дав.-гр. μόνος — «один» і лат. oculus — «око») — один з видів оптичних приладів для корекції або поліпшення зору. Складається з лінзи, як правило з оправою, до якої може бути прикріплений ланцюжок для закріплення на одязі, щоб уникнути втрати монокля. Монокль носився в кишені жилета. Для використання він вставлявся в очну западину і затискався між бровою і щокою.

## Історія

### Поява
Монокль як оптичний прилад був винайдений в XIV столітті. Спочатку він являв собою лінзу, закріплену на довгій ручці, яка трималася над текстом або перед очима. У XVI столітті ручка монокля втратила свою функцію, оскільки набуло поширення затискання монокля за допомогою м'язів обличчя.

### Розповсюдження
Як популярний оптичний аксесуар монокль увійшов у моду одночасно з пенсне, у другій половині XIX століття, і був масовим предметом носіння на обличчі до Першої світової війни. Монокль як правило носився чоловіками й особливу популярність мав серед гвардійських офіцерів, особливо німецьких. У німецькій армії, звичка до монокля проіснувала ще кілька десятиліть, і зберігалася серед офіцерів старої імперської школи до кінця Другої світової війни. Моноклі отримали максимально широке поширення, як відзначають дослідники, в Німеччині та Російської імперії. Вставляння монокля в очну западину і швидке його скидання звідти перетворилося на вид світської акробатики з претензією на шик. Але, при цьому, під час Першої світової війни в Росії монокль вийшов з моди й повсюдного вживання. Причинами цього вважаються патріотичні міркування: росіяни відмовлялися від використання монокля для демонстрації відмінності з «войовничими тевтонами», які більш «пристрасно» ставилися до моноклів, і не поспішали від нього відмовлятися в роки війни. У пресі Росії цього періоду представник ворожої армії — «прусак в загостреній касці і з моноклем» часто зображувався у карикатурному образі.

### Зникнення
Серед останніх любителів монокля в Росії відзначають письменника Михайла Булгакова. Вже в радянський період, після отримання першого письменницького гонорару за публікацію в газеті «Гудок», Булгаков придбав монокль і сфотографувався з ним. Згодом він любив роздавати цю фотографію друзям і знайомим. Існує припущення, що для Булгакова монокль став «епатуючим символом буржуазності», ознакою прихованої опозиційності радянському ладу. Монокль іноді асоціюється як один з «витончених» символів життя Європи кінця XIX—початку XX століття.

## Персони, що користувалися моноклем
- Джозеф Чемберлен(інші мови)
- Жан Мореас
- Ганс фон Зект
- Джордж Арлісс
- Вернер фон Фріч

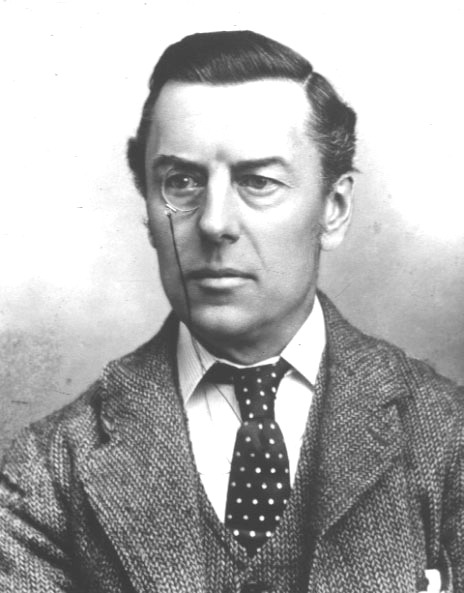
Джозеф Чемберлен

- Вільгельм Бодевін Йохан Густав Кейтель
- Вальтер фон Райхенау
- Гуго Шперрле
- Вальтер Модель
- Михайло Булгаков
- Дітріх фон Заукен
- Ганс Кребс
- Юліус Евола
- Антоніу ді Спінола
- Патрік Мур